# LSM12
LSM12 (англ. LSM12 homolog) – білок, який кодується однойменним геном, розташованим у людей на 17-й хромосомі. Довжина поліпептидного ланцюга білка становить 195 амінокислот, а молекулярна маса — 21 701.
| 10         |  | 20         |  | 30         |  | 40         |  | 50         |
| ---------- |  | ---------- |  | ---------- |  | ---------- |  | ---------- |
| MAAPPGEYFS |  | VGSQVSCRTC |  | QEQRLQGEVV |  | AFDYQSKMLA |  | LKCPSSSGKP |
| NHADILLINL |  | QYVSEVEIIN |  | DRTETPPPLA |  | SLNVSKLASK |  | ARTEKEEKLS |
| QAYAISAGVS |  | LEGQQLFQTI |  | HKTIKDCKWQ |  | EKNIVVMEEV |  | VITPPYQVEN |
| CKGKEGSALS |  | HVRKIVEKHF |  | RDVESQKILQ |  | RSQAQQPQKE |  | AALSS      |

A: Аланін

C: Цистеїн

D: Аспарагінова кислота

E: Глутамінова кислота

F: Фенілаланін

G: Гліцин

H: Гістидин

I: Ізолейцин

K: Лізин

L: Лейцин

M: Метіонін

N: Аспарагін

P: Пролін

Q: Глутамін

R: Аргінін

S: Серин

T: Треонін

V: Валін

W: Триптофан

Кодований геном білок за функцією належить до фосфопротеїнів. 
Задіяний у таких біологічних процесах, як ацетилювання, альтернативний сплайсинг. 